# Transition
Transition es un documental de 2023 dirigido por los periodistas Jordan Bryon y Mónica Villamizar. La película sigue a Bryon, quien documenta las vidas de los talibanes en Afganistán después de su toma del país, mientras simultáneamente atraviesa una transición de género como hombre trans. La película obtuvo elogios de la crítica, aunque algunos criticaron su retrato de la sociedad afgana.

## Sinopsis
Transition comienza un año antes de la caída de Kabul. Se ve a Jordan Bryon declararse transgénero y recibe su primera inyección de testosterona de un médico en Afganistán. La película muestra los combates y las consecuencias de la ofensiva talibán de 2021, que Bryon cubre para los medios de comunicación internacionales. Más tarde, Bryon junto con el periodista afgano Farzad Fetrat (Teddy) comienzan a viajar con un grupo de combatientes talibanes y documentan sus vidas. Aquí, Transition muestra la lucha de Bryon contra el riesgo de ser sacado del armario a la fuerza, lo que podría tener graves consecuencias. Bryon también lucha con su relación con los combatientes talibanes, con quienes confraterniza siendo consciente de sus puntos de vista y acciones. Se vuelve particularmente cercano a un talibán llamado Mirwais. También se le ve con la fotoperiodista iraní-canadiense Kiana Hayeri. Se apoyan mutuamente emocionalmente y planean juntos la mastectomía de Bryon. Bryon va a Irán para su mastectomía, tras lo cual viaja a Australia para encontrarse con su madre. Regresa brevemente a Afganistán, antes de abandonar el país hacia Alemania junto con Fetrat. Los intertítulos al final explican que Fetrat obtuvo asilo en Alemania, mientras que Bryon y Hayeri terminaron en Bosnia.

## Producción y lanzamiento
El crédito de dirección de la película lo comparten Bryon y la productora Mónica Villamizar. Bryon estaba filmando una película sobre los talibanes para The New York Times cuando Villamizar lo convenció de convertir su diario personal en video en una película. Bryon visitó por última vez la unidad talibán en junio de 2022.
Transition se estrenó en el Festival de Cine de Tribeca 2023. Los derechos de distribución de la película en Estados Unidos fueron comprados por Gravitas Ventures, que planea estrenarla en marzo de 2024.

## Recepción y análisis
Según Variety, Transition se estrenó con «elogios del público y de la crítica».
Murtada Elfadl de Variety elogia la descripción que hace Transition del viaje personal de Bryon, pero dice que requiere más contexto sobre las experiencias de otras personas: «No hay ninguna persona trans o queer local más allá de un breve vistazo a un compañero paciente en el hospital de Bryon en Irán». Lovia Gyarkye de The Hollywood Reporter critica de manera similar la película por falta de contexto y desearía que hubiera comparado las experiencias de Bryon con las de las personas queer locales. Bryon está de acuerdo en que la película tiene una «lente de persona blanca», que muestra una experiencia muy diferente a la de los locales. Bryon dice que pudo encontrarse a sí mismo en Afganistán y que disfrutó de la falta de conocimiento sobre las personas LGBT allí. Bryon también dice que tuvo problemas con lo que debería sentir acerca de los combatientes talibanes con los que estaba integrado. En la película, en un momento los llama «encantadores», a lo que Hayeri dice que solo podía sentirse seguro con ellos porque era un extranjero y un hombre.
Transition fue nominada para la Competencia de Nuevos Directores en la Muestra Internacional de Cine de São Paulo,  fue una selección oficial en Sheffield DocFest y el Festival de Cine de Sídney, y ganó el premio del público en el Festival de Cine de Derechos Humanos de Berlín.